# ドロシー・カーステン
ドロシー・カーステン（Dorothy Kirsten、1910年7月6日 - 1992年11月18日）は、アメリカ合衆国のソプラノ歌手である。
ニュージャージー州モントクレアに生まれ。ハイスクール中退後働く傍ら声楽を学び、1938年にイタリア留学、1940年シカゴで『マノン』のプセット役を歌ってオペラデビューを果たした。1945年には『ラ・ボエーム』のミミ役でメトロポリタン歌劇場にデビュー。1979年の引退まで長期にわたって活躍した。1975年にはメトロポリタン歌劇場の日本公演に参加している。

## 出演オペラ
- 『マノン』プセット、マノン[2]
- 『ラ・ボエーム』ミミ[3]
- 『ロメオとジュリエット』ジュリエット[4]
- 『椿姫』ヴィオレッタ[5]
- 『カルメン』ミカエラ[6]
- 『蝶々夫人』蝶々さん[7]
- 『ファウスト』マルグリート[8]
- 『ルイーズ』ルイーズ[9]
- 『道化師』ネッダ[10]
- 『三人の王の愛』フィオーラ[11]
- 『マノン・レスコー』マノン[12]
- 『トスカ』トスカ[13]
- 『トロイラスとクレシダ』クレシダ[14]
- 『カルメル派修道女の対話』ブランシュ[15]
- 『西部の娘』ミニー[16]
- 『こうもり』ロザリンデ[17]
- 『スペードの女王』リーザ[18]

## 出演映画
- Mr. Music (1950) ※本人として出演
- 歌劇王カルーソ The Great Caruso (1951)